# President's Cup
La President's Cup è un torneo professionistico di tennis giocato sul cemento, che fa parte dell'ATP Challenger Tour e dell'ITF Women's Circuit. Si gioca annualmente dal 2007 al Centro nazionale del tennis di Astana, in Kazakistan.

## Storia
La competizione nasce nel 1991 come torneo locale riservato sia agli uomini che alle donne. Nel 2007 il torneo maschile assume carattere internazionale e viene inserito nel circuito Challenger, si giocava nel tardo autunno ed attrae tennisti rinomati già dalla sua prima edizione. Nel 2009 si disputa per la prima volta il torneo femminile nell'ambito del circuito femminile ITF ma in estate, mentre il torneo maschile si continua a tenere a fine autunno. Alle prime due edizioni del torneo femminile prendono parte soprattutto tenniste di secondo piano.
Dal 2011 la manifestazione si tiene in estate e i tornei maschili e femminili si svolgono contemporaneamente. Quello stesso anno il torneo femminile prevede un montepremi più alto di quelli dei due anni precedenti e diventa uno dei più importanti del circuito ITF, dopo essere stato inserito nel calendario tra la Baku Cup 2011 del WTA Tour, che si tiene a metà luglio, e il Beijing International Challenger 2011 di inizio agosto.

## Albo d'oro

### Singolare maschile
| Anno     | Campione                              | Finalista                             | Punteggio                             |
| -------- | ------------------------------------- | ------------------------------------- | ------------------------------------- |
| 2025     | Nicolai Budkov Kjær                   | Alexandr Binda                        | 6–4, 6–3                              |
| 2024     | Dimitar Kuzmanov                      | Saba Purtseladze                      | 6–4, 6–3                              |
| 2023     | Denis Yevseyev                        | Khumoyun Sultanov                     | 7–5, 2–6, 6–4                         |
| 2022     | Roman Safiullin                       | Denis Yevseyev                        | 2–6, 6–4, 7–6(2)                      |
| 2021 (2) | Andrej Kuznecov                       | Jason Kubler                          | 6–3, 2–1 rit                          |
| 2021 (1) | Max Purcell                           | Jay Clarke                            | 3–6, 6–4, 7–6(6)                      |
| 2020     | Annullato per pandemia di Coronavirus | Annullato per pandemia di Coronavirus | Annullato per pandemia di Coronavirus |
| 2019     | Evgenij Donskoj (3)                   | Sebastian Korda                       | 7–6(5), 3–6, 6–4                      |
| 2018     | Sebastian Ofner                       | Daniel Brands                         | 7–6(5), 6–3                           |
| 2017     | Jahor Herasimaŭ                       | Michail Kukuškin                      | 7–6(9), 4–6, 6–4                      |
| 2016     | Evgenij Donskoj (2)                   | Konstantin Kravčuk                    | 6–3, 6–3                              |
| 2015     | Michail Kukuškin (2)                  | Evgenij Donskoj                       | 6–2, 6–2                              |
| 2014 (2) | Ričardas Berankis                     | Marsel İlhan                          | 7–5, 5–7, 6–3                         |
| 2014     | Andrej Golubev (3)                    | Gilles Müller                         | 6–4, 6–4                              |
| 2013     | Dudi Sela                             | Michail Kukuškin                      | 5–7, 6–2, 7–6(6)                      |
| 2012     | Evgenij Donskoj (1)                   | Marsel İlhan                          | 6–3, 6–4                              |
| 2011     | Michail Kukuškin (1)                  | Serhij Bubka                          | 6–3, 6–4                              |
| 2010     | Ivan Dodig                            | Illja Marčenko                        | 6–4, 6–3                              |
| 2009     | Andrej Golubev (2)                    | Illja Marčenko                        | 6–3, 6–3                              |
| 2008     | Andrej Golubev (1)                    | Laurent Recouderc                     | 1–6, 7–5, 6–3                         |
| 2007     | Mikhail Ledovskikh                    | Björn Phau                            | 7–6, 7–3                              |

### Doppio maschile
| Anno     | Campioni                                  | Finalisti                             | Punteggio                             |
| -------- | ----------------------------------------- | ------------------------------------- | ------------------------------------- |
| 2025     | Taisei Ichikawa Kokoro Isomura            | Francis Casey Alcantara Park Ui-sung  | 7–5, 2–6, [10–5]                      |
| 2024     | Egor Agafonov Ilia Simakin                | Denis Istomin Evgenij Karlovskij      | 6–4, 6–3                              |
| 2023     | S D Prajwal Dev Niki Kaliyanda Poonacha   | Toshihide Matsui Kaito Uesugi         | 6–3, 7–6(4)                           |
| 2022     | Nam Ji-sung Song Min-kyu                  | Andrew Paulson David Poljak           | 6–2, 3–6, [10–6]                      |
| 2021 (2) | Hsu Yu-hsiou (2) Benjamin Lock (2)        | Oleksii Krutykh Grigoriy Lomakin      | 6–3, 6–4                              |
| 2021 (1) | Hsu Yu-hsiou (1) Benjamin Lock (1)        | Peter Polansky Serhij Stachovs'kyj    | 2–6, 6–1, [10–7]                      |
| 2020     | Annullato per pandemia di Coronavirus     | Annullato per pandemia di Coronavirus | Annullato per pandemia di Coronavirus |
| 2019     | Andrej Golubev Oleksandr Nedovjesov       | Chung Yun-seong Nam Ji-sung           | 6–4, 6–4                              |
| 2018     | Michail Elgin Yaraslav Shyla (2)          | Arjun Kadhe Denis Yevseyev            | 7–5, 7–6(6)                           |
| 2017     | Toshihide Matsui Vishnu Vardhan           | Evgenij Karlovskij Evgeny Tyurnev     | 7–6(3), 6(5)–7, [10–7]                |
| 2016     | Yaraslav Shyla (1) Andrėj Vasileŭski      | Michail Elgin Alexander Kudryavtsev   | 6–4, 6–4                              |
| 2015     | Konstantin Kravčuk (3) Denys Molčanov (3) | Chung Yun-seong Jurabek Karimov       | 6–2, 6–2                              |
| 2014 (2) | Serhij Bubka Marco Chiudinelli            | Chen Ti Huang Liang-chi               | 6–3, 6–4                              |
| 2014     | Sergey Betov Alexander Bury               | Andrej Golubev Evgenij Korolëv        | 6–1, 6–4                              |
| 2013     | Riccardo Ghedin Claudio Grassi            | Andrej Golubev Michail Kukuškin       | 3–6, 6–3, [10–8]                      |
| 2012     | Konstantin Kravčuk (2) Denys Molčanov (2) | Karol Beck Kamil Čapkovič             | 6–4, 6–3                              |
| 2011     | Konstantin Kravčuk (1) Denys Molčanov (1) | Arnau Brugués-Davi Malek Jaziri       | 7–6(4), 6(1)–7, [10–3]                |
| 2010     | Colin Fleming Ross Hutchins               | Michail Elgin Aleksandr Kudrjavcev    | 6–3, 7–6(10)                          |
| 2009     | Jonathan Marray Jamie Murray              | David Martin Rogier Wassen            | 4–6, 6–3, [10–5]                      |
| 2008     | Michail Elgin Aleksandr Kudrjavcev        | George Bastl Marco Chiudinelli        | 6–4, 6(8)–7, [10–8]                   |
| 2007     | Daniel Brands Adam Feeney                 | Kamil Čapkovič Ivan Dodig             | 6–2, 6–4                              |

### Singolare femminile
| Anno        | Campionessa                           | Finalista                             | Punteggio                             |
| ----------- | ------------------------------------- | ------------------------------------- | ------------------------------------- |
| 2024        | Tatiana Prozorova                     | Alexandra Shubladze                   | 7–5, 6(5)–7, 6–1                      |
| ↑ ITF W35 ↑ |                                       |                                       |                                       |
| 2023        | Polina Iatcenko                       | Aliona Falej                          | 6–3, 6–3                              |
| 2022        | Moyuka Uchijima                       | Natalija Stevanović                   | 6–3, 7–6(2)                           |
| 2021        | Mariam Bolkvadze                      | Valeria Savinykh                      | 4–6, 6–3, 6–2                         |
| 2020        | Annullato per pandemia di Coronavirus | Annullato per pandemia di Coronavirus | Annullato per pandemia di Coronavirus |
| 2019        | Marie Bouzková                        | Natalija Kostić                       | 6–3, 6–3                              |
| 2018        | Ekaterine Gorgodze                    | Sabina Sharipova                      | 6–4, 6–1                              |
| 2017        | Zhang Shuai                           | Ysaline Bonaventure                   | 6–3, 6–4                              |
| 2016        | Alyona Sotnikova                      | Veronika Kudermetova                  | 6–2, 6–3                              |
| 2015        | Natela Dzalamidze                     | Ksenia Pervak                         | 6–6 rit.                              |
| 2014        | Vitalia Diatchenko (2)                | Çağla Büyükakçay                      | 6–4, 3–6, 6–2                         |
| 2013        | Nadežda Kičenok                       | Maria João Koehler                    | 6–4, 7–5                              |
| 2012        | Maria João Koehler                    | Marta Sirotkina                       | 7–5, 6–2                              |
| 2011        | Vitalia Diatchenko (1)                | Akgul Amanmuradova                    | 6–4, 6–1                              |
| 2010        | Evgeniya Rodina                       | Ekaterina Dzehalevich                 | 4–6, 6–1, 6–4                         |
| 2009        | Anastasiya Yakimova                   | Nikola Hofmanová                      | 6–0, 6–4                              |

### Doppio femminile
| Anno        | Campionesse                                    | Finaliste                                         | Punteggio                             |
| ----------- | ---------------------------------------------- | ------------------------------------------------- | ------------------------------------- |
| 2024        | Anastasia Gasanova Ekaterina Shalimova         | Vitalia Diatchenko Zhanel Rustemova               | 7–6(4), 2–6, [10–7]                   |
| ↑ ITF W35 ↑ |                                                |                                                   |                                       |
| 2023        | Haruna Arakawa Erika Sema                      | Shrivalli Rashmikaa Bhamidipaty Vaidehi Chaudhari | 6(6)–7, 6–3, [10–5]                   |
| 2022        | Mariia Tkacheva Anastasia Zolotareva           | Momoko Kobori Moyuka Uchijima                     | 4–6, 6–1, [10–4]                      |
| 2021        | Alina Charaeva Maria Timofeeva                 | Evgeniya Levashova Laura Pigossi                  | 7–6(5), 2–6, [10–6]                   |
| 2020        | Annullato per pandemia di Coronavirus          | Annullato per pandemia di Coronavirus             | Annullato per pandemia di Coronavirus |
| 2019        | Marie Bouzková Vivian Heisen                   | Vlada Koval Kamilla Rakhimova                     | 7–6(8), 6–1                           |
| 2018        | Berfu Cengiz Anna Danilina                     | Akgul Amanmuradova Ekaterine Gorgodze             | 3–6, 6–3, [10–7]                      |
| 2017        | Natela Dzalamidze (3) Veronika Kudermetova (2) | Ysaline Bonaventure Naomi Broady                  | 6–2, 6–0                              |
| 2016        | Natela Dzalamidze (2) Veronika Kudermetova (1) | Polina Monova Yana Sizikova                       | 6–2, 6–3                              |
| 2015        | Natela Dzalamidze (1) Alena Tarasova           | Başak Eraydın Ksenia Palkina                      | 6–0, 6–1                              |
| 2014        | Vitalia Diatchenko (2) Margarita Gasparyan     | Michaela Boev Anna-Lena Friedsam                  | 6–4, 6–1                              |
| 2013        | Ljudmyla Kičenok Nadežda Kičenok               | Nina Bratčikova Valerija Solov'ëva                | 6–2, 6–2                              |
| 2012        | Oksana Kalašnikova Marta Sirotkina             | Ljudmyla Kičenok Nadežda Kičenok                  | 3–6, 6–4, [10–2]                      |
| 2011        | Vitalia Diatchenko (1) Galina Voskoboeva       | Akgul Amanmuradova Aleksandra Panova              | 6–3, 6–4                              |
| 2010        | Nina Bratchikova Ekaterina Ivanova             | Yuliana Fedak Anastasiya Vasylyeva                | 6–4, 6–4                              |
| 2009        | Yuliana Fedak Darya Kustova                    | Nina Bratchikova Ágnes Szatmári                   | 6–4, 7–5                              |